# Konstantin Meskouris
Konstantin Meskouris (* 16. Oktober 1946 in Athen) ist ein griechischer Ingenieurswissenschaftler und Hochschullehrer.

## Leben
Nach Erlangung der Hochschulreife 1964 in Athen studierte Meskouris zunächst an der Technischen Universität Wien und anschließend an der Technischen Universität München, an der er 1970 als Dipl.-Ing. abschloss. Anschließend bis 1975 war er Wissenschaftlicher Mitarbeiter am Lehrstuhl für Stahlbau an der TU München. In München wurde er 1975 mit der Arbeit Elektronische Schwingungsberechnung ebener Rahmentragwerke mit Materialdämpfung zum Dr.-Ing. promoviert. Er wechselte an die Ruhr-Universität Bochum, an der 1982 mit der Arbeit Beitrag zur Erdbebenuntersuchung von Tragwerken des Konstruktiven Ingenieurbaus seine Habilitation erfolgte. Er blieb weiter an der Universität, übernahm 1989/90 eine Lehrstuhlvertretung an der Universität Dortmund und wurde anschließend in Bochum Forschungsgruppenleiter.
1994 folgte er einem Ruf an die Universität Rostock, wo er als Universitätsprofessor Leiter des Instituts für Baustatik und Baudynamik wurde. 1996 wechselte er auf eine Professur für Baustatik und Baudynamik an die RWTH Aachen, an der er bis zu seiner Pensionierung 2012 verblieb.

## Forschungsschwerpunkte
Zu den Schwerpunkten Meskouris' Arbeit gehören computerorientierte Statik und Dynamik sowie Erdbebeningenieurwesen.

## Publikationen (Auswahl)
- mit Erwin Hake: Statik der Stabtragwerke: Einführung in die Tragwerkslehre, Berlin 1999: Springer. ISBN 3-540-66136-0.
- Structural dynamics : models, methods, examples, Berlin 2000: Ernst. ISBN 3-433-01327-6.
- mit Erwin Hake: Statik der Flächentragwerke: Einführung mit vielen durchgerechneten Beispielen, Berlin 2002: Springer. ISBN 3-540-41997-7.
- mit Klaus G. Hinzen: Bauwerke und Erdbeben: Grundlagen – Anwendung – Beispiele, Wiesbaden 2003: Vieweg. ISBN 3-528-02574-3.